# Downtown Los Angeles
Pour les articles homonymes, voir Downtown.
Downtown Los Angeles est le centre-ville et le quartier d'affaires de la ville américaine de Los Angeles, dans l'État de Californie, situé à proximité du centre géographique de l'aire métropolitaine.

## Présentation

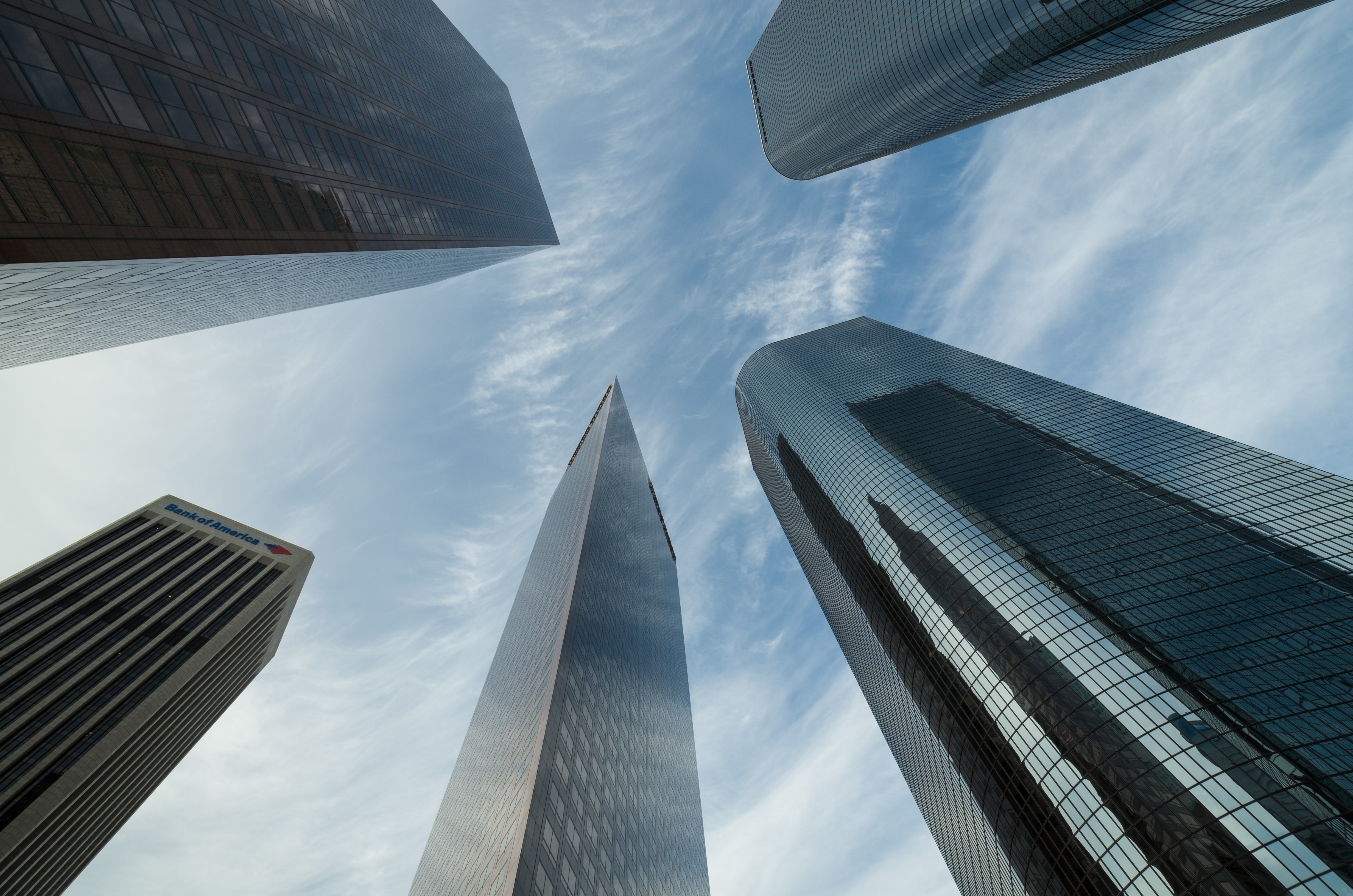
Gratte-ciel de Downtown Los Angeles.

Downtown Los Angeles est le quartier où se trouvent le gouvernement du comté de Los Angeles et de la ville, la plupart des institutions d'arts et les complexes sportifs de la ville, ainsi qu'un grand nombre de gratte-ciels et de centres commerciaux. C'est le concentrateur des réseaux de transport de la ville, où se retrouvent l'essentiel des autoroutes et des transports en commun. Le downtown est bordé par la rivière de Los Angeles à l'est, l'autoroute 101 au nord, l'interstate 10 au sud et la California State Route 110 à l'ouest.
Le chercheur Mike Davis, dans le quatrième chapitre de son ouvrage City of Quartz, prend violemment position contre la façon dont ce centre-ville est aménagé, ce qui lui permet de critiquer la politique urbaine de la municipalité de manière plus générale.

## Réseaux de communication et de transport

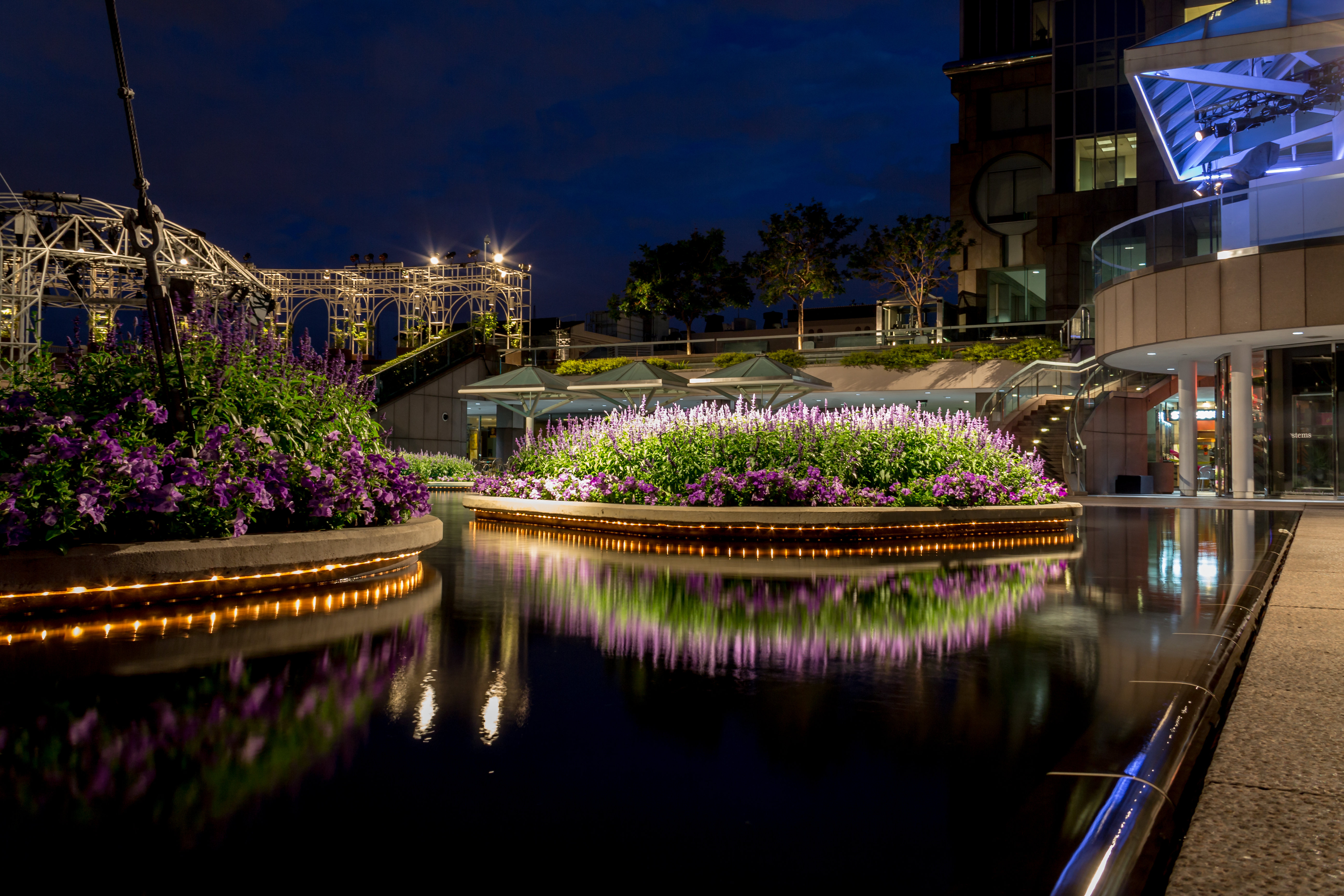
Fontaine publique sur South Olive Street.

Downtown Los Angeles est le centre du système de transport ferroviaire régional. Il y passe six lignes de banlieue gérées par Metrolink, deux lignes de métro, quatre lignes de métro léger, et de nombreuses lignes locales et régionales de bus et de cars gérées par la Los Angeles County Metropolitan Transportation Authority (Metro). Greyhound Lines gère un terminus de lignes de cars à l'intersection des rues Seventh et Alameda. 
Les principales stations de métro et de métro léger du quartier sont : Chinatown, Union Station, Civic Center, Pershing Square, 7th Street/Metro Center, Pico, et Little Tokyo/Arts District.
Amtrak gère le transport ferroviaire de passagers sur cinq lignes passant par la gare de Los Angeles : Coast Starlight, Pacific Surfliner, Southwest Chief, Sunset Limited et Texas Eagle.
L'aéroport international de Los Angeles est relié au Downtown toutes les 30 minutes par des navettes gérées par la société Los Angeles World Airports (LAWA).

## Histoire

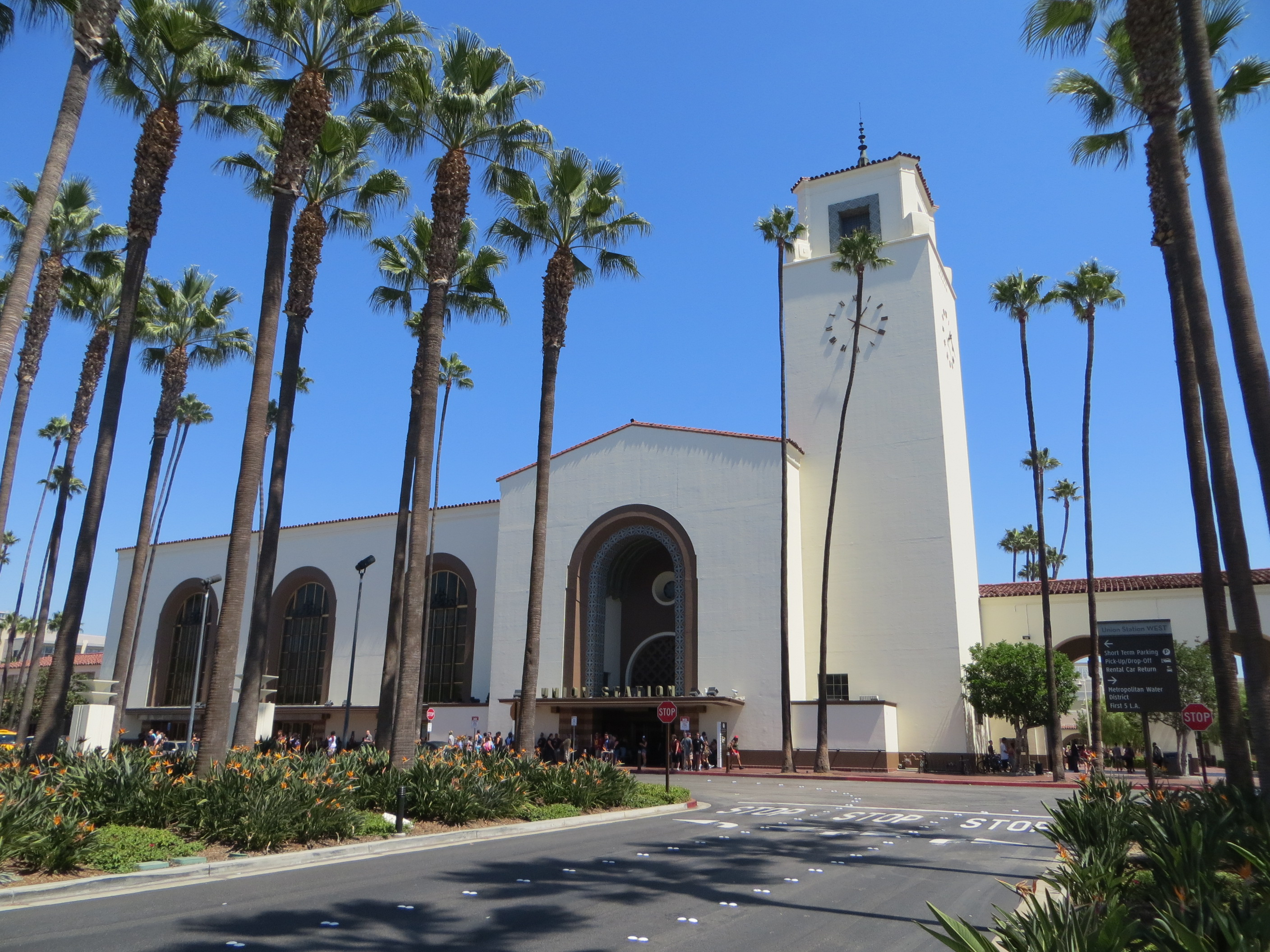
Union Station, gare centrale de Los Angeles.

Les premiers habitants connus de la zone sont les Amérindiens Tongvas. Le père Juan Crespí, un religieux espagnol chargé de repérer les emplacements favorables à l'installation de missions, remarque en 1769 que la région répondait à tous les critères permettant l'installation d'une colonie importante. Le 4 septembre 1781, Los Angeles est fondée à l'emplacement de l'actuelle La Placita Olvera.
La spéculation foncière augmente durant les années 1880, avec l'explosion démographique (11 000 habitants en 1880, à peu près 100 000 en 1896). L'amélioration des infrastructures et la mise en place d'un plan hippodamien des rues permet le développement du secteur, au sud du centre-ville primordial, dans ce qui constitue aujourd'hui les quartiers de Civic Center et Historic Core.

### Éducation
La Southern California Liaison du California Department of Education a son siège dans le Ronald Reagan State Building à Downtown Los Angeles.
Le quartier est compris dans le Los Angeles Unified School District, qui gère les établissements secondaires suivants :
- Belmont High School : c'est, avec plus de 5 000 élèves, le plus grand lycée de Californie[4] ;
- Edward R. Roybal Learning Center ;
- Miguel Contreras Learning Complex ;
- High School for the Visual and Performing Arts ;
- Santee Education Complex ;
- Downtown Magnets High School ;
- Loyola High School.

Dowtown Los Angeles compte également plusieurs colleges et universités :
- The Colburn School of Performing Arts ;
- Los Angeles Trade-Tech College ;
- Southern California Institute of Architecture (SCI-Arc) ;
- Université de Californie du Sud ;
- Loyola Law School ;
- Mount St. Mary's College ;
- Fashion Institute of Design & Merchandising (en) (« FIDM »), qui abrite un musée du costume ;
- The Chicago School of Professional Psychology, Los Angeles Campus.

### Santé
Le département des services de santé du comté de Los Angeles s'occupe du Central Health Center du centre-ville de Los Angeles.

### Patrimoine architectural et monuments

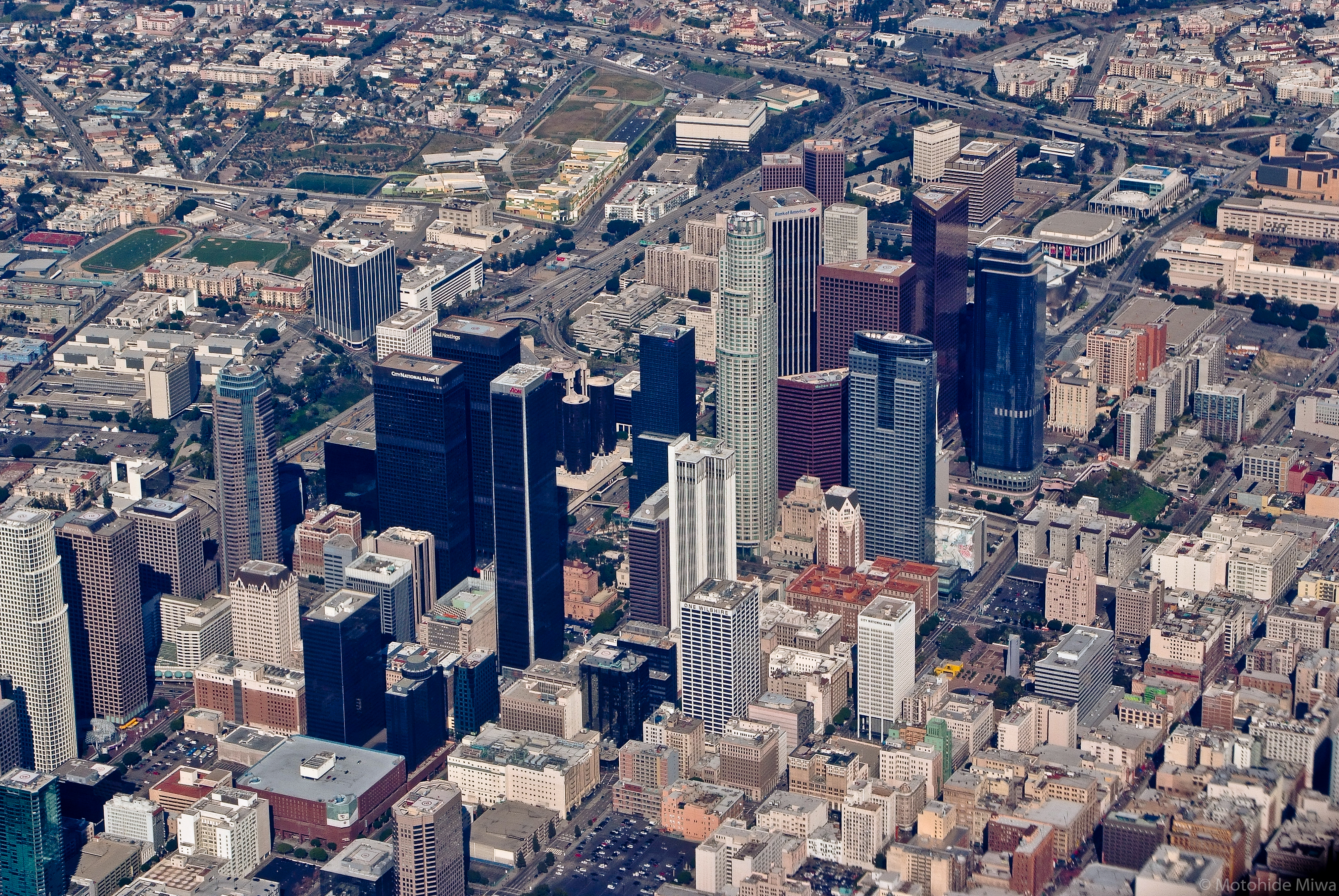
Vue aérienne de Downtown Los Angeles.

Downtown Los Angeles dispose d'une skyline importante et plus récente que celle des autres grandes villes américaines comme Chicago ou New York. À cause d'une restriction de hauteur levée en 1957 et limitant les constructions à 46m (voir article détaillé), les immeubles de grande hauteur sont arrivés tardivement dans la ville, le premier dépassant les cent mètres de hauteur étant l'AT&T Center en 1965, mesurant 137,8 mètres et comptant 32 étages. La deuxième moitié des années 1960 marque le début de la construction de tours de hauteur proche ou plus élevée. Le seuil des deux cents mètres est franchi en 1972, avec les tours jumelles City National Tower et Paul Hastings Tower, mesurant chacune 213,1 mètres et comptant 52 étages.
Deuxième agglomération américaine, la ville ne compte fin 2009 que dix gratte-ciel de plus de 200 mètres, dont l'emblématique U.S. Bank Tower, qui est le plus élevé de Los Angeles, situé dans le Financial District. Elle rassemble par ailleurs moins de bâtiments de grande hauteur que Montréal. Depuis l'édification de la tour Two California Plaza en 1992, année qui correspond à la fin de la dernière vague de construction, et à l'exception isolée du MTA Building (achevé en 1995) aucun gratte-ciel n'a été bâti à Downtown Los Angeles pendant presque deux décennies, avant l'érection du L.A. Live en cours de construction en 2010 (seule la Constellation Place a été bâtie avant, en 2003, mais elle se situe à Century City).
La plupart des gratte-ciel ont été conçus pour résister aux tremblements de terre.
La skyline de Los Angeles ne concerne pas seulement le downtown, en effet d'autres groupes de gratte-ciel s'élèvent dans le reste de la ville, en particulier dans les quartiers de Hollywood, Koreatown, et Century City.
On trouve dans Downtown le Quality Cafe, lieu de tournage de très nombreux films ainsi qu'un club de jazz du même nom. 
La caserne Engine Company No. 28 se trouve sur Figueroa Street (en) à Downtown Los Angeles.